# صيصاب (قرية)

صيصاب أو صيساب، أو صايصاب أو صايساب، أو صاي صاب أو صاي ساب، (saysab) والذي يعني بالعربية (حي صاي)، إحدى قرى جزيرة صاي وسط النيل في منطقة السكوت ببلاد النوبة في الولاية الشمالية من السودان.

## الموقع
تقع قرية صَيْصاب في شمال جزيرة صاي، ثاني أكبر جزيرة في السودان، والواقعة وسط النيل غرب مدينة عبري في منطقة السكوت، في الولاية الشمالية من السودان، يحد قرية صيصاب من الشمال والغرب والشرق نهر النيل، ومن الجنوب جبل صاي، ومن الجنوب الشرقي وأجزاء من الجنوب قرية عدو، ومن الجنوب الغربي وأجزاء أخرى من الجنوب قرية موركة.

## الاتصال بالقرى الأخرى
تتصل قرية صيصاب وجزيرة صاي عامة متمثلة في قراها الأربع ( قرية صيصاب، وقرية عدو، وقرية موركة، وقرية أرودين ) بمعدية جزيرة صاي الذي يعمل يومياً في النيل بين الجزيرة ومدينة عبري، هذا في الشرق، وأما من جهة الغرب فتتصل القرية وبقية قرى الجزيرة بالمراكب والسفن الشراعية والسفن ذوات محركات الدفع (الرفاصات) ، وأما اتصالها بالقرى الأخرى بالجزيرة فيكون عن طريق طرق معبدة وغير معبدة تطوق الجزيرة على شكل دائري من جهاتها الأربع المتمثلة بتلك القرى الأربع - آنفة الذكر - ( قرية صيصاب، وقرية عدو، وقرية موركة، وقرية أرودين ) .

## النشاط السكاني
الزراعة، وأهم المزروعات: المحاصيل الزراعية بأنواعها المختلفة ( القمح، الفول، الذرة، الدخن ... ) ، والحمضيات ( الليمون، البرتقال ... ) ، والفواكه ( مانجو، موز، ... ) .
مساعدة المنقبين في الآثار، وغالبية هذه الآثار في قرية عدو الواقعة شرقي الجزيرة. كما أن معظم المنقبين سويسريون.
الرعي، ويمارسه 60% من السكان فقط. ( وقول «فقط» إذ أن هذه النسبة ضئيلة مقارنة بالقرى الأخرى والمجاورة ) .
التجارة، وذلك بحكم قربها من حاضرة منطقة السكوت ومركز أسواقها، مدينة عبري.
صيد السمك، وذلك في مياه النيل، بحكم أن القرية شبه جزيرة ( تقع في جزيرة ) تطوقها المياه من ثلاث جهات. والصيد يكثر عادة في أيام الفيضانات ( الدميرة ) .
الهجرة، في داخل السودان وخارجه. وغالباً ما يكون لطلب الرزق.